# Gromada Chojeniec
Die Gromada Chojeniec war eine Verwaltungseinheit in der Volksrepublik Polen zwischen 1961 und 1972. Verwaltet wurde die Gromada vom Gromadzka Rada Narodowa, dessen Sitz sich in Chojeniec befand und aus 13 Mitgliedern bestand.
Die Gromada entstand 1. Juli 1961 durch die Verlegung des Sitzes des GRN der Gromada Chojno Nowe nach Chojeniec und der daraus resultierenden Umbenennung in Gromada Chojeniec.

Die Gromada Chojeniec bestand bis zum 31. Dezember 1972 und wurde dann Teil der Gmina Siedliszcze.